# 1489
Portal Geschichte | Portal Biografien | Aktuelle Ereignisse | Jahreskalender | Tagesartikel

◄ |
14. Jahrhundert |
15. Jahrhundert
| 16. Jahrhundert | ►

◄ |
1450er |
1460er |
1470er |
1480er
| 1490er | 1500er | 1510er | ►

◄◄ |
◄ |
1485 |
1486 |
1487 |
1488 |
1489
| 1490 | 1491 | 1492 | 1493 | ► | ►►
Staatsoberhäupter  · Nekrolog
| Januar | Januar | Januar | Januar | Januar | Januar | Januar | Januar |
| Kw     | Mo     | Di     | Mi     | Do     | Fr     | Sa     | So     |
| ------ | ------ | ------ | ------ | ------ | ------ | ------ | ------ |
| 1      |        |        |        | 1      | 2      | 3      | 4      |
| 2      | 5      | 6      | 7      | 8      | 9      | 10     | 11     |
| 3      | 12     | 13     | 14     | 15     | 16     | 17     | 18     |
| 4      | 19     | 20     | 21     | 22     | 23     | 24     | 25     |
| 5      | 26     | 27     | 28     | 29     | 30     | 31     |        |

| Februar | Februar | Februar | Februar | Februar | Februar | Februar | Februar |
| Kw      | Mo      | Di      | Mi      | Do      | Fr      | Sa      | So      |
| ------- | ------- | ------- | ------- | ------- | ------- | ------- | ------- |
| 5       |         |         |         |         |         |         | 1       |
| 6       | 2       | 3       | 4       | 5       | 6       | 7       | 8       |
| 7       | 9       | 10      | 11      | 12      | 13      | 14      | 15      |
| 8       | 16      | 17      | 18      | 19      | 20      | 21      | 22      |
| 9       | 23      | 24      | 25      | 26      | 27      | 28      |         |

| März | März | März | März | März | März | März | März |
| Kw   | Mo   | Di   | Mi   | Do   | Fr   | Sa   | So   |
| ---- | ---- | ---- | ---- | ---- | ---- | ---- | ---- |
| 9    |      |      |      |      |      |      | 1    |
| 10   | 2    | 3    | 4    | 5    | 6    | 7    | 8    |
| 11   | 9    | 10   | 11   | 12   | 13   | 14   | 15   |
| 12   | 16   | 17   | 18   | 19   | 20   | 21   | 22   |
| 13   | 23   | 24   | 25   | 26   | 27   | 28   | 29   |
| 14   | 30   | 31   |      |      |      |      |      |

| April | April | April | April | April | April | April | April |
| Kw    | Mo    | Di    | Mi    | Do    | Fr    | Sa    | So    |
| ----- | ----- | ----- | ----- | ----- | ----- | ----- | ----- |
| 14    |       |       | 1     | 2     | 3     | 4     | 5     |
| 15    | 6     | 7     | 8     | 9     | 10    | 11    | 12    |
| 16    | 13    | 14    | 15    | 16    | 17    | 18    | 19    |
| 17    | 20    | 21    | 22    | 23    | 24    | 25    | 26    |
| 18    | 27    | 28    | 29    | 30    |       |       |       |

| Mai | Mai | Mai | Mai | Mai | Mai | Mai | Mai |
| Kw  | Mo  | Di  | Mi  | Do  | Fr  | Sa  | So  |
| --- | --- | --- | --- | --- | --- | --- | --- |
| 18  |     |     |     |     | 1   | 2   | 3   |
| 19  | 4   | 5   | 6   | 7   | 8   | 9   | 10  |
| 20  | 11  | 12  | 13  | 14  | 15  | 16  | 17  |
| 21  | 18  | 19  | 20  | 21  | 22  | 23  | 24  |
| 22  | 25  | 26  | 27  | 28  | 29  | 30  | 31  |

| Juni | Juni | Juni | Juni | Juni | Juni | Juni | Juni |
| Kw   | Mo   | Di   | Mi   | Do   | Fr   | Sa   | So   |
| ---- | ---- | ---- | ---- | ---- | ---- | ---- | ---- |
| 23   | 1    | 2    | 3    | 4    | 5    | 6    | 7    |
| 24   | 8    | 9    | 10   | 11   | 12   | 13   | 14   |
| 25   | 15   | 16   | 17   | 18   | 19   | 20   | 21   |
| 26   | 22   | 23   | 24   | 25   | 26   | 27   | 28   |
| 27   | 29   | 30   |      |      |      |      |      |

| Juli | Juli | Juli | Juli | Juli | Juli | Juli | Juli |
| Kw   | Mo   | Di   | Mi   | Do   | Fr   | Sa   | So   |
| ---- | ---- | ---- | ---- | ---- | ---- | ---- | ---- |
| 27   |      |      | 1    | 2    | 3    | 4    | 5    |
| 28   | 6    | 7    | 8    | 9    | 10   | 11   | 12   |
| 29   | 13   | 14   | 15   | 16   | 17   | 18   | 19   |
| 30   | 20   | 21   | 22   | 23   | 24   | 25   | 26   |
| 31   | 27   | 28   | 29   | 30   | 31   |      |      |

| August | August | August | August | August | August | August | August |
| Kw     | Mo     | Di     | Mi     | Do     | Fr     | Sa     | So     |
| ------ | ------ | ------ | ------ | ------ | ------ | ------ | ------ |
| 31     |        |        |        |        |        | 1      | 2      |
| 32     | 3      | 4      | 5      | 6      | 7      | 8      | 9      |
| 33     | 10     | 11     | 12     | 13     | 14     | 15     | 16     |
| 34     | 17     | 18     | 19     | 20     | 21     | 22     | 23     |
| 35     | 24     | 25     | 26     | 27     | 28     | 29     | 30     |
| 36     | 31     |        |        |        |        |        |        |

| September | September | September | September | September | September | September | September |
| Kw        | Mo        | Di        | Mi        | Do        | Fr        | Sa        | So        |
| --------- | --------- | --------- | --------- | --------- | --------- | --------- | --------- |
| 36        |           | 1         | 2         | 3         | 4         | 5         | 6         |
| 37        | 7         | 8         | 9         | 10        | 11        | 12        | 13        |
| 38        | 14        | 15        | 16        | 17        | 18        | 19        | 20        |
| 39        | 21        | 22        | 23        | 24        | 25        | 26        | 27        |
| 40        | 28        | 29        | 30        |           |           |           |           |

| Oktober | Oktober | Oktober | Oktober | Oktober | Oktober | Oktober | Oktober |
| Kw      | Mo      | Di      | Mi      | Do      | Fr      | Sa      | So      |
| ------- | ------- | ------- | ------- | ------- | ------- | ------- | ------- |
| 40      |         |         |         | 1       | 2       | 3       | 4       |
| 41      | 5       | 6       | 7       | 8       | 9       | 10      | 11      |
| 42      | 12      | 13      | 14      | 15      | 16      | 17      | 18      |
| 43      | 19      | 20      | 21      | 22      | 23      | 24      | 25      |
| 44      | 26      | 27      | 28      | 29      | 30      | 31      |         |

| November | November | November | November | November | November | November | November |
| Kw       | Mo       | Di       | Mi       | Do       | Fr       | Sa       | So       |
| -------- | -------- | -------- | -------- | -------- | -------- | -------- | -------- |
| 44       |          |          |          |          |          |          | 1        |
| 45       | 2        | 3        | 4        | 5        | 6        | 7        | 8        |
| 46       | 9        | 10       | 11       | 12       | 13       | 14       | 15       |
| 47       | 16       | 17       | 18       | 19       | 20       | 21       | 22       |
| 48       | 23       | 24       | 25       | 26       | 27       | 28       | 29       |
| 49       | 30       |          |          |          |          |          |          |

| Dezember | Dezember | Dezember | Dezember | Dezember | Dezember | Dezember | Dezember |
| Kw       | Mo       | Di       | Mi       | Do       | Fr       | Sa       | So       |
| -------- | -------- | -------- | -------- | -------- | -------- | -------- | -------- |
| 49       |          | 1        | 2        | 3        | 4        | 5        | 6        |
| 50       | 7        | 8        | 9        | 10       | 11       | 12       | 13       |
| 51       | 14       | 15       | 16       | 17       | 18       | 19       | 20       |
| 52       | 21       | 22       | 23       | 24       | 25       | 26       | 27       |
| 53       | 28       | 29       | 30       | 31       |          |          |          |

| Januar | Januar | Januar | Januar | Januar | Januar | Januar | Januar |
| Kw     | Mo     | Di     | Mi     | Do     | Fr     | Sa     | So     |
| ------ | ------ | ------ | ------ | ------ | ------ | ------ | ------ |
| 1      |        |        |        | 1      | 2      | 3      | 4      |
| 2      | 5      | 6      | 7      | 8      | 9      | 10     | 11     |
| 3      | 12     | 13     | 14     | 15     | 16     | 17     | 18     |
| 4      | 19     | 20     | 21     | 22     | 23     | 24     | 25     |
| 5      | 26     | 27     | 28     | 29     | 30     | 31     |        |

| Februar | Februar | Februar | Februar | Februar | Februar | Februar | Februar |
| Kw      | Mo      | Di      | Mi      | Do      | Fr      | Sa      | So      |
| ------- | ------- | ------- | ------- | ------- | ------- | ------- | ------- |
| 5       |         |         |         |         |         |         | 1       |
| 6       | 2       | 3       | 4       | 5       | 6       | 7       | 8       |
| 7       | 9       | 10      | 11      | 12      | 13      | 14      | 15      |
| 8       | 16      | 17      | 18      | 19      | 20      | 21      | 22      |
| 9       | 23      | 24      | 25      | 26      | 27      | 28      |         |

| März | März | März | März | März | März | März | März |
| Kw   | Mo   | Di   | Mi   | Do   | Fr   | Sa   | So   |
| ---- | ---- | ---- | ---- | ---- | ---- | ---- | ---- |
| 9    |      |      |      |      |      |      | 1    |
| 10   | 2    | 3    | 4    | 5    | 6    | 7    | 8    |
| 11   | 9    | 10   | 11   | 12   | 13   | 14   | 15   |
| 12   | 16   | 17   | 18   | 19   | 20   | 21   | 22   |
| 13   | 23   | 24   | 25   | 26   | 27   | 28   | 29   |
| 14   | 30   | 31   |      |      |      |      |      |

| April | April | April | April | April | April | April | April |
| Kw    | Mo    | Di    | Mi    | Do    | Fr    | Sa    | So    |
| ----- | ----- | ----- | ----- | ----- | ----- | ----- | ----- |
| 14    |       |       | 1     | 2     | 3     | 4     | 5     |
| 15    | 6     | 7     | 8     | 9     | 10    | 11    | 12    |
| 16    | 13    | 14    | 15    | 16    | 17    | 18    | 19    |
| 17    | 20    | 21    | 22    | 23    | 24    | 25    | 26    |
| 18    | 27    | 28    | 29    | 30    |       |       |       |

| Mai | Mai | Mai | Mai | Mai | Mai | Mai | Mai |
| Kw  | Mo  | Di  | Mi  | Do  | Fr  | Sa  | So  |
| --- | --- | --- | --- | --- | --- | --- | --- |
| 18  |     |     |     |     | 1   | 2   | 3   |
| 19  | 4   | 5   | 6   | 7   | 8   | 9   | 10  |
| 20  | 11  | 12  | 13  | 14  | 15  | 16  | 17  |
| 21  | 18  | 19  | 20  | 21  | 22  | 23  | 24  |
| 22  | 25  | 26  | 27  | 28  | 29  | 30  | 31  |

| Juni | Juni | Juni | Juni | Juni | Juni | Juni | Juni |
| Kw   | Mo   | Di   | Mi   | Do   | Fr   | Sa   | So   |
| ---- | ---- | ---- | ---- | ---- | ---- | ---- | ---- |
| 23   | 1    | 2    | 3    | 4    | 5    | 6    | 7    |
| 24   | 8    | 9    | 10   | 11   | 12   | 13   | 14   |
| 25   | 15   | 16   | 17   | 18   | 19   | 20   | 21   |
| 26   | 22   | 23   | 24   | 25   | 26   | 27   | 28   |
| 27   | 29   | 30   |      |      |      |      |      |

| Juli | Juli | Juli | Juli | Juli | Juli | Juli | Juli |
| Kw   | Mo   | Di   | Mi   | Do   | Fr   | Sa   | So   |
| ---- | ---- | ---- | ---- | ---- | ---- | ---- | ---- |
| 27   |      |      | 1    | 2    | 3    | 4    | 5    |
| 28   | 6    | 7    | 8    | 9    | 10   | 11   | 12   |
| 29   | 13   | 14   | 15   | 16   | 17   | 18   | 19   |
| 30   | 20   | 21   | 22   | 23   | 24   | 25   | 26   |
| 31   | 27   | 28   | 29   | 30   | 31   |      |      |

| August | August | August | August | August | August | August | August |
| Kw     | Mo     | Di     | Mi     | Do     | Fr     | Sa     | So     |
| ------ | ------ | ------ | ------ | ------ | ------ | ------ | ------ |
| 31     |        |        |        |        |        | 1      | 2      |
| 32     | 3      | 4      | 5      | 6      | 7      | 8      | 9      |
| 33     | 10     | 11     | 12     | 13     | 14     | 15     | 16     |
| 34     | 17     | 18     | 19     | 20     | 21     | 22     | 23     |
| 35     | 24     | 25     | 26     | 27     | 28     | 29     | 30     |
| 36     | 31     |        |        |        |        |        |        |

| September | September | September | September | September | September | September | September |
| Kw        | Mo        | Di        | Mi        | Do        | Fr        | Sa        | So        |
| --------- | --------- | --------- | --------- | --------- | --------- | --------- | --------- |
| 36        |           | 1         | 2         | 3         | 4         | 5         | 6         |
| 37        | 7         | 8         | 9         | 10        | 11        | 12        | 13        |
| 38        | 14        | 15        | 16        | 17        | 18        | 19        | 20        |
| 39        | 21        | 22        | 23        | 24        | 25        | 26        | 27        |
| 40        | 28        | 29        | 30        |           |           |           |           |

| Oktober | Oktober | Oktober | Oktober | Oktober | Oktober | Oktober | Oktober |
| Kw      | Mo      | Di      | Mi      | Do      | Fr      | Sa      | So      |
| ------- | ------- | ------- | ------- | ------- | ------- | ------- | ------- |
| 40      |         |         |         | 1       | 2       | 3       | 4       |
| 41      | 5       | 6       | 7       | 8       | 9       | 10      | 11      |
| 42      | 12      | 13      | 14      | 15      | 16      | 17      | 18      |
| 43      | 19      | 20      | 21      | 22      | 23      | 24      | 25      |
| 44      | 26      | 27      | 28      | 29      | 30      | 31      |         |

| November | November | November | November | November | November | November | November |
| Kw       | Mo       | Di       | Mi       | Do       | Fr       | Sa       | So       |
| -------- | -------- | -------- | -------- | -------- | -------- | -------- | -------- |
| 44       |          |          |          |          |          |          | 1        |
| 45       | 2        | 3        | 4        | 5        | 6        | 7        | 8        |
| 46       | 9        | 10       | 11       | 12       | 13       | 14       | 15       |
| 47       | 16       | 17       | 18       | 19       | 20       | 21       | 22       |
| 48       | 23       | 24       | 25       | 26       | 27       | 28       | 29       |
| 49       | 30       |          |          |          |          |          |          |

| Dezember | Dezember | Dezember | Dezember | Dezember | Dezember | Dezember | Dezember |
| Kw       | Mo       | Di       | Mi       | Do       | Fr       | Sa       | So       |
| -------- | -------- | -------- | -------- | -------- | -------- | -------- | -------- |
| 49       |          | 1        | 2        | 3        | 4        | 5        | 6        |
| 50       | 7        | 8        | 9        | 10       | 11       | 12       | 13       |
| 51       | 14       | 15       | 16       | 17       | 18       | 19       | 20       |
| 52       | 21       | 22       | 23       | 24       | 25       | 26       | 27       |
| 53       | 28       | 29       | 30       | 31       |          |          |          |

## Ereignisse

### Politik und Weltgeschehen

#### Eidgenossenschaft
- 6. April: Der Zürcher Bürgermeister Hans Waldmann wird nach einem Schnellverfahren hingerichtet. Er fällt Intrigen und auch einem Aufruhr der Landbevölkerung zum Opfer, weil er wildernde Hunde der Bauern töten ließ.
- Mit dem „Rorschacher Klosterbruch“ beginnt der St. Gallerkrieg zwischen den vier eidgenössischen Schirmorten der Fürstabtei St. Gallen, Zürich, Luzern, Glarus und Schwyz einerseits und der Reichsstadt St. Gallen und dem Land Appenzell andererseits.

#### Weitere Ereignisse im Heiligen Römischen Reich
- 14. Juli: 46 Vertreter der Ritterschaft des Straubinger Ländchens und angrenzender Länder gründen im Gasthof Krone am Marktplatz in Cham den gegen Herzog Albrecht IV. von Bayern-München gerichteten Löwlerbund. Auch Pfalzgraf Otto von Neumarkt und die Brüder von Herzog Albrecht, Christoph und Wolfgang, schließen sich der Adelsgesellschaft an.

#### Iberische Halbinsel

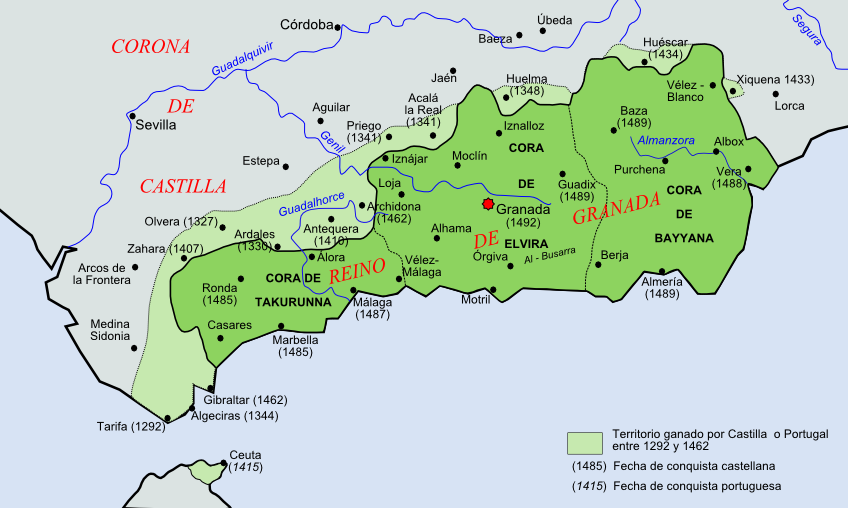
Das nasridische Königreich Granada zwischen 1292 und 1492

- Zu Beginn des Jahres besteht das Emirat von Granada nur noch aus den Gebieten rund um die Städte Guadix, Baza und Almería, die von Muhammad XIII. aus der Dynastie der Nasriden beherrscht werden, und der Hauptstadt Granada, die sich in den Händen seines Neffen und Gegners Muhammad XII. befindet.
- Anfang Juni beginnt unter dem Kommando von Gutierre de Cárdenas die Belagerung der Stadt Baza, die aber bis Oktober keine Wirkung zeigt. Im Dezember werden schließlich Verhandlungen zur Übergabe geführt. Der Kommandant der Stadt Sidi Yahya al-Najjar lässt sich taufen und geht als Abgesandter zu Muhammad XIII. nach Guadix. Er erreicht, dass am 22. Dezember Almería und am 30. Dezember Guadix an die Katholischen Könige übergeben werden. Muhammad XIII. emigriert mit seinem Anhang nach Nordafrika.
- In der damit verbleibenden letzten muslimischen Stadt Granada befinden sich eine große Anzahl von Flüchtlingen aus den bisher von den Christen eroberten Gebieten, die sich einer Übergabe der letzten Stellung der Mauren an die Katholischen Könige widersetzen.

#### Weitere Ereignisse in Europa
- 25. Februar: Die Herrschaft Monaco unter Seigneur Lambert wird durch den französischen König Karl VIII. und Herzog Karl I. von Savoyen durch Patentbrief formell anerkannt.

14. März: Die Königin von Zypern, die Venezianerin Caterina Cornaro, verzichtet nach Intervention ihres Bruders Giorgio Corner zu Gunsten der Republik Venedig auf die Krone. Eine vor Zypern ankernde venezianische Flotte hat die venezianische Forderung nachdrücklich unterstrichen. 
- Russisch-Litauischer Krieg (1487–1494)

#### Japan

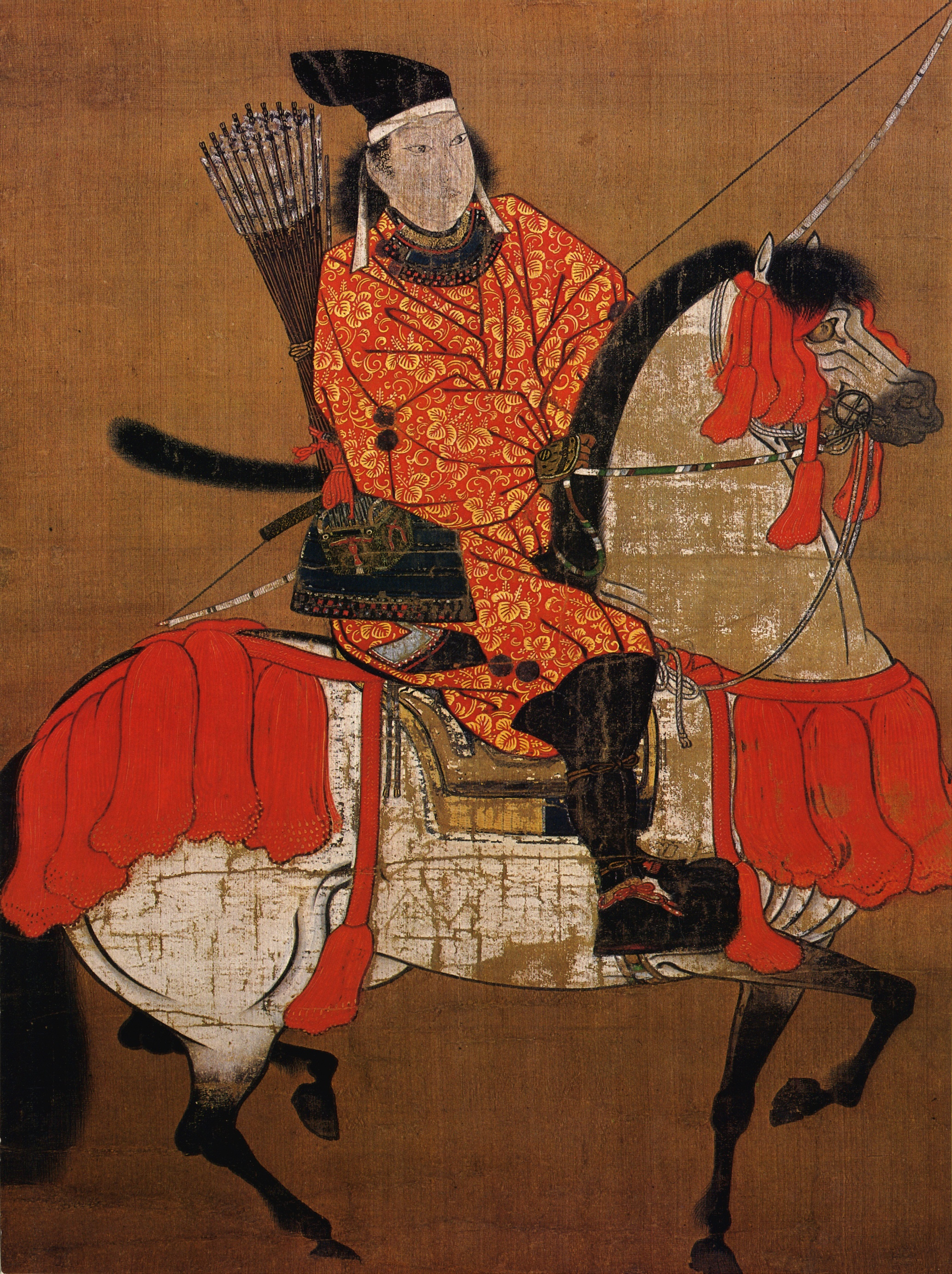
Porträt Ashikaga Yoshihisas von Kanō Masanobu

- 26. April: Ashikaga Yoshihisa stirbt ohne männlichen Nachkommen. Im folgenden Jahr folgt ihm sein Cousin Ashikaga Yoshitane als Shōgun von Japan.

#### Indien
- Juli: Nach dem Tod von Bahlul Lodi erbt sein zweitältester Sohn Sikandar Lodi den Thron im Sultanat von Delhi, was zu Unstimmigkeiten mit den Noblen des Reichs führt, die seinen älteren Bruder Barbak Schah bevorzugen. Der Streit wird beigelegt, als Barbak Schah die Herrschaft über das ehemals unabhängige Sultanat von Jaunpur erhält.

#### Afrika
- Eine portugiesische Expedition erreicht die Stadt M’banza Kongo und nimmt Kontakt mit dem Königreich Kongo auf.

### Wirtschaft
- König Heinrich VII. von England lässt erstmals einen Souvereign prägen.

### Wissenschaft und Technik

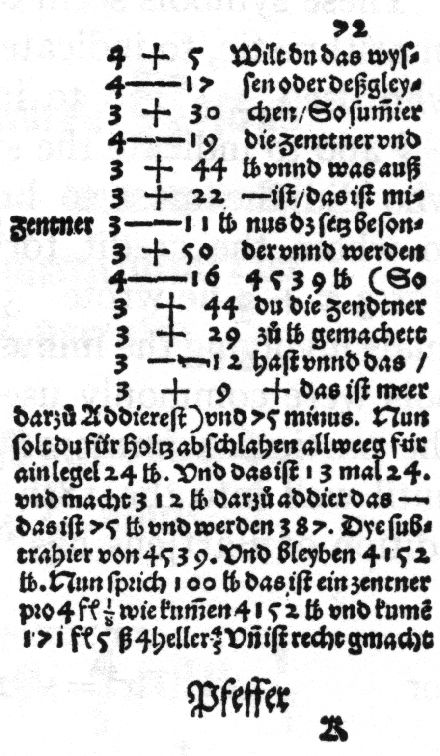
Mercantile Arithmetic (1489)

- In Leipzig wird das Rechenbuch Mercantile Arithmetic oder Behende und hüpsche Rechenung auff allen Kauffmanschafft von Johannes Widmann gedruckt. In dem drittältesten Rechenbuch überhaupt führt Widmann das Pluszeichen in der Addition ein.

Portolankarte des Albino de Canepa

- Die Portolankarte des Albino de Canepa entsteht.

### Kultur

#### Architektur und Bildhauerei
- Der Krakauer Hochaltar, ein Pentaptychon in der Krakauer Marienkirche, wird nach zwölfjähriger Arbeit fertiggestellt. Der Flügelaltar mit seinen zwei Schauseiten ist das erste gesicherte Werk des spätgotischen Bildhauers Veit Stoß und eines seiner Hauptwerke.
- Der Bau des Wittenberger Schlosses beginnt. Der Wettiner Kurfürst Friedrich III. von Sachsen errichtet das neue Renaissanceschloss als kurfürstlicher Residenzsitz in der damaligen Hauptstadt des Kurfürstentums Sachsen.

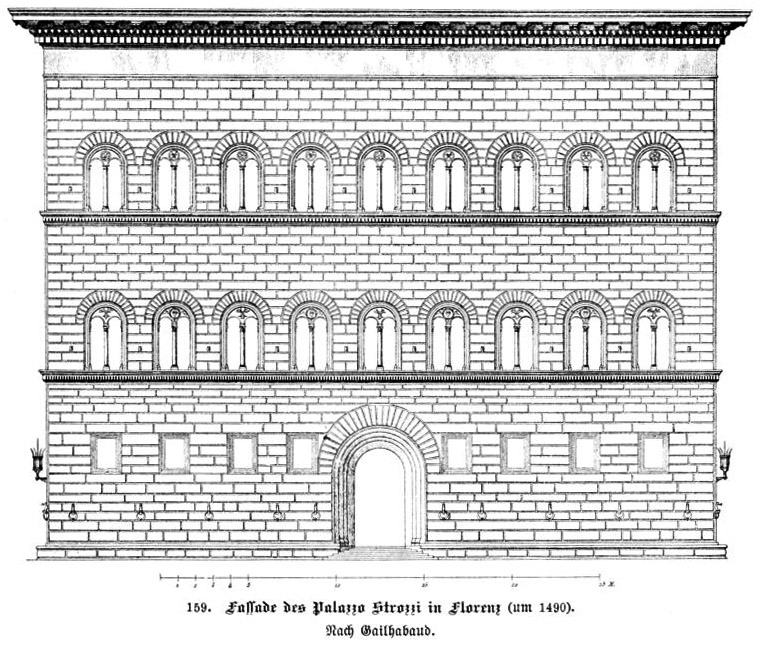
Fassade des Palazzo Strozzi

- um 1489: In Florenz beginnt im Auftrag von Filippo Strozzi vermutlich nach Entwürfen von Giuliano da Sangallo der Bau des Palazzo Strozzi, dessen Bauzeit 40 Jahre dauern wird.

#### Malerei
- 1489/1490: Leonardo da Vinci malt im Auftrag des Herzogs von Mailand Ludovico Sforza die Dame mit dem Hermelin. Das Ölgemälde stellt Ludovicos Mätresse Cecilia Gallerani dar.
- 1489/1490: Sandro Botticelli malt die Krönung der Jungfrau.

### Gesellschaft
Guidobaldo I. da Montefeltro, Herzog von Urbino, heiratet Elisabetta Gonzaga, Tochter von Federico I. Gonzaga, Herzog von Mantua. Elisabetta, eine für die damalige Zeit selten gebildete, selbstbewusste, großzügige und tugendhafte Frau, verleiht dem kleinen Hof des Herzogs von Urbino den besonderen Reiz, und dank ihres Einflusses gelingt es Guidobaldo, den Glanz eines fürstlichen Hofes der Renaissance nach dem Tod seines Vaters aufrechtzuerhalten. Der Hof von Urbino erwirbt sich rasch einen guten Ruf bei Literaten, Musikern, Malern, Philosophen oder Diplomaten.

### Religion
- November: Thomas Grote wird als Nachfolger des am 27. Oktober verstorbenen Albert II. Krummendiek zum Bischof von Lübeck gewählt.
- Beim sogenannten Wunder von Altötting wird ein in den Mörnbach gefallener dreijähriger Knabe wiederbelebt.

## Geboren

### Erstes Halbjahr
- 04. Januar: Paul vom Rode, evangelischer Theologe und Reformator († 1563)
- 04. Januar: Filippo Strozzi der Jüngere, Florentiner Patrizier († 1538)
- 14. März: Niccolò Massa, italienischer Arzt und Anatom († 1569)
- 000Mai: Urbanus Rhegius, deutscher Reformator († 1541)
- 02. Juni: Charles de Bourbon, Herzog von Vendôme († 1537)
- 04. Juni: Anton II., Herzog von Lothringen († 1544)
- 16. Juni: Sibylle von Bayern, Kurfürstin von der Pfalz († 1519)
- 18. Juni: Francesco Maria Molza, italienischer Dichter († 1544)
- 23. Juni: Karl II., Herzog von Savoyen († 1496)
- 24. Juni: Lorenz Fries, Würzburger fürstbischöflicher Rat, Historiker und Chronist († 1550)

### Zweites Halbjahr
- 02. Juli: Thomas Cranmer, englischer Reformator und Erzbischof († 1556, hingerichtet)
- 10. August: Jakob Sturm von Sturmeck, reformierter Bürgermeister von Straßburg († 1553)
- 000August: Antonio da Correggio, italienischer Maler der Renaissance († 1534)
- 02. September: Karl IV., Herzog von Alençon und Graf von Le Perche († 1525)
- 24. Oktober: Raymund Fugger, Augsburger Patrizier, Reichsfürst und Kunstsammler († 1535)
- 28. Oktober: Simon Pistoris der Jüngere, deutscher Jurist und Kanzler des Herzogtums Sachsen († 1562)
- 01. November: Francesco Venier, Doge von Venedig († 1556)
- 10. November: Heinrich der Jüngere, Herzog zu Braunschweig-Lüneburg, Fürst von Braunschweig-Wolfenbüttel († 1568)
- 28. November: Margaret Tudor, Königin von Schottland († 1541)
- 10. Dezember: Gaston de Foix, französischer Heerführer († 1512)
- 17. Dezember: Peter V. von Rosenberg, böhmischer Adeliger († 1545)

### Genaues Geburtsdatum unbekannt
- Adolf von Burgund, Herr von Veere und Admiral der Niederlande († 1540)
- Gerónimo de Aguilar, spanischer Franziskaner, Übersetzer und Konquistador († um 1531)
- Pedro de Ávila y Zúñiga, spanischer Botschafter in England  († 1579)
- Hermann von Dorne, Lübecker Kaufmann und Ratsherr († 1559)
- Itagaki Nobukata, japanischer Gefolgsmann und Truppenführer († 1548)
- Wilhelm von Janowitz, Baumeister und Burgvogt von Hohenasperg († 1562)
- Sébastien de Montfalcon, Bischof von Lausanne († 1560)
- Lorenzo Priuli, 82. Doge von Venedig († 1559)
- Cristoforo Sabbadino, erster Ratgeber der Republik Venedig in Fragen der Sicherheit der Lagune († 1560)
- Tsukahara Bokuden, japanischer Schwertmeister und Samurai († 1571)
- Johannes von Weeze, Bischof von Konstanz und Erzbischof von Lund († 1548)

### Geboren um 1489
- Archibald Douglas, 6. Earl of Angus, schottischer Adeliger († 1557)
- Paul Lindenau, deutscher lutherischer Theologe († 1541)
- Hans Luterer, deutscher und Schweizer Uhrmacher († 1548)
- Thomas Müntzer, deutscher evangelischer Theologe und Revolutionär (hingerichtet 1525)

## Gestorben

### Todesdatum gesichert
- 05. Januar: Martin Truchsess von Wetzhausen, Hochmeister des Deutschen Ordens (* um 1435)
- 000Januar: Georg II., Graf von Ortenburg
- 01. Februar: Gerhard Buck, deutscher Ordensbruder und Dichter
- 14. Februar: Nikolaus von Tüngen, Fürstbischof des Ermlandes
- 05. März: Johannes I. Kaufmann, Abt des Zisterzienserklosters in Ebrach
- 13. März: Konrad Bitz, Bischof von Turku
- 06. April: Hans Waldmann, Heerführer der Alten Eidgenossenschaft und Bürgermeister von Zürich (im Zuge einer Stadtrevolution hingerichtet) (* 1435)
- 22. April: Elisabeth von Hessen, Gräfin von Nassau-Weilburg (* vor 1454)
- 26. April: Ashikaga Yoshihisa, japanischer Shogun (* 1465)
- 03. Mai: Stanisław Kazimierczyk, polnischer Ordensgeistlicher und römisch-katholischer Heiliger (* 1433)
- 21. Mai: Heinrich V. von Rosenberg, böhmischer Adeliger (* 1456)
- 26. Mai: Johannes Hettlinger, Stadtschreiber von Rapperswil, Anführer der proeidgenössischen Kräfte und des Aufstands gegen Habsburg (* vor 1452)
- 26. Mai: Adolf Rusch, Straßburger Buchdrucker, Verleger und Kaufmann (* um 1435)
- 28. Mai: Gerontius, russisch-orthodoxer Bischof von Kolomna und Metropolit von Moskau
- 02. Juni: Michael Czacheritz, Propst des zum Erzbistum Prag gehörenden Augustiner-Chorherrenstifts in Glatz (* 1420)
- 20. Juni: Georg Golser, Bischof von Brixen
- 19. Juli: Ludwig I., der Schwarze, Pfalzgraf und Herzog von Pfalz-Zweibrücken (* 1424)
- 000Juli: Bahlul Lodi, Sultan von Delhi
- 08. September: Richard Edgcumbe, englischer Adeliger und Höfling (* um 1443)
- 04. Oktober: Johann Wessel, deutscher Platoniker und Humanist (* 1419)
- 27. Oktober: Albert II. Krummendiek, Bischof von Lübeck (* 1417 oder 1418)
- 15. Dezember: Johann III. Beckenschlager, Erzbischof von Gran und Salzburg (* um 1435)
- 15. Dezember: Simon Marmion, französisch-flämischer Maler und Illuminator (* um 1425)

### Genaues Todesdatum unbekannt
- Gorampa Sönam Sengge, tibetischer buddhistischer Mönch und Autor (* 1429)
- Bernhard Gradner, steiermärkischer Adeliger
- Louis de Laval, französischer Adeliger (* um 1411)
- Margarete von Brandenburg, Herzogin von Pommern (* 1449/50)
- Robert I. von der Mark, Gouverneur des Herzogtums Bouillon und Seigneur von Sedan
- Niklaus von Scharnachthal, Schultheiss der Stadt Bern (* um 1419)
- Cunrat Segenschmid, deutscher Schriftsteller und Seelsorger